# Anna Kryłowa
Anna Anatoljewna Kryłowa (z domu Kuropatkina), ros. Анна Анатольевна Крылова, урождённая Куропаткина (ur. 3 października 1985) – rosyjska lekkoatletka specjalizująca się w trójskoku.
W 2007 zajęła 4. miejsce na młodzieżowych mistrzostwach Europy oraz awansowała do finału uniwersjady w Bangkoku. Siódma zawodniczka mistrzostw świata z roku 2011. W 2012 uplasowała się na 6. miejscu podczas halowych mistrzostw globu. Medalistka mistrzostw Rosji.
Rekordy życiowe: stadion – 14,40 (4 lipca 2012, Czeboksary); hala – 14,39 (29 stycznia 2012, Krasnodar).

## Osiągnięcia
| Rok  | Impreza                        | Miejsce    | Lokata            | Wynik (m) |
| ---- | ------------------------------ | ---------- | ----------------- | --------- |
| 2007 | Młodzieżowe mistrzostwa Europy | Debreczyn  | 4. miejsce        | 13,92     |
| 2007 | Uniwersjada                    | Bangkok    | 8. miejsce        | 13,59     |
| 2011 | Mistrzostwa świata             | Daegu      | 7. miejsce        | 14,23     |
| 2012 | Halowe mistrzostwa świata      | Stambuł    | 6. miejsce        | 14,21     |
| 2018 | Halowe mistrzostwa świata      | Birmingham | 15. miejsce       | 13,75     |
| 2018 | Mistrzostwa Europy             | Berlin     | el. – 27. miejsce | 13,05     |